# Walter Edward Truemper
Walter Edward Truemper (Aurora, 31 ottobre 1918 – Polebrook, 20 febbraio 1944) è stato un militare e aviatore statunitense, decorato con la Medal of Honor durante il corso della seconda guerra mondiale.

## Biografia
Nacque il 31 ottobre 1918 ad Aurora, Illinois, primo di dieci figli. Dopo aver frequentato il college lavorò come addetto alla contabilità prima di arruolarsi nell’Esercito ad Aurora il 23 giugno 1942. Prestò servizio per un paio di mesi in forza al 174º Reggimento artiglieria da campagna di stanza a Camp Bowie, Texas, fino a quando non iniziò l'addestramento al volo. Completò l'addestramento iniziale sul campo d’aviazione di Ellington, quello per mitragliere a Harlingen, e quello avanzato di navigazione a Hondo, al termine del quale fu nominato sottotenente dell’Air Corps il 26 agosto 1943. Prestò inizialmente servizio presso il 796th Bomber Squadron di Alexandria, Louisiana, prima di essere inviato alla 8th Air Force come membro sostitutivo per gli equipaggi nel dicembre dello stesso anno, e poi assegnato al 510th Bomber Squadron, 351th Bombardment Group  (Heavy) di stanza sulla RAF Polebrook, in Inghilterra.

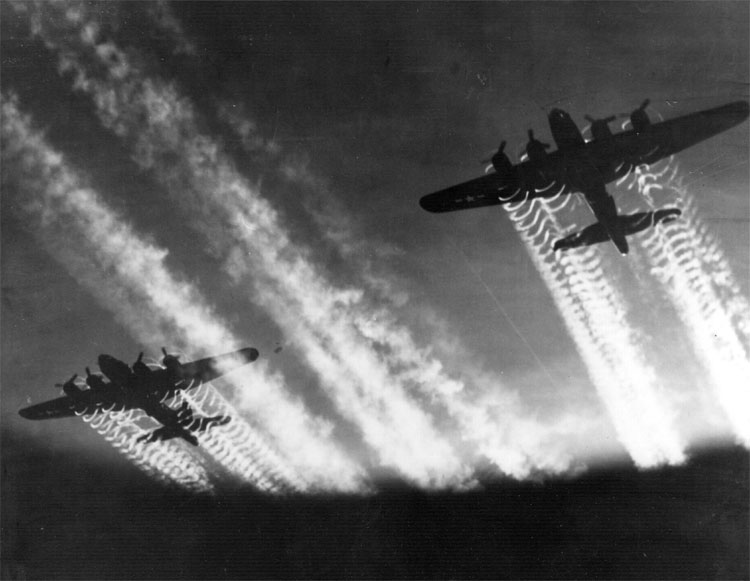
Due B-17 Flying Fortress in volo sull'Europa dell'est, notare le scie di condensazione.

Il 20 febbraio 1944 prese parte ad una missione di bombardamento su Lipsia, in Germania, come un navigatore a bordo di un bombardiere quadrimotore Boeing B-17G Flying Fortress soprannominato Ten Horsepower (42-31.763, marca TU:A). Durante la missione l’aereo venne attaccato da una squadriglia di caccia tedeschi Messerschmitt Bf 109, che danneggiò gravemente il velivolo uccidendo il secondo pilota, ferendo l’operatore radio e lasciando il pilota privo di sensi.  I rimanenti membri dell’equipaggio riuscirono a tenere in volo l’aereo, e cercarono di ritornare alla base di partenza. Giunti nelle vicinanze dell’aeroporto di Polebrook egli e l'ingegnere di volo, sergente Archibald Mathies, si offrirono volontari per rimanere a bordo, mentre gli altri si lanciarono con il paracadute in sicurezza. Dopo aver osservato l'aereo il comandante del 351th BG, colonnello Eugene A. Roming, decise che era troppo danneggiato per atterrare in mano ai due inesperti membri dell’equipaggio, e ordinò loro di lanciarsi. Il pilota era ancora vivo e non poteva essere spostato, e sia Truemper che Mathies si rifiutarono di abbandonarlo. Effettuarono due falliti tentativi di atterraggio prima di schiantarsi al suolo al terzo. nell’impatto rimasero uccisi sia il pilota che i due specialisti, e per questo atto di coraggio sia Truemper che Mathies furono decorati con la Medal of Honor, la massima decorazione militare americana, quattro mesi più tardi, il 22 giugno 1944. Il corpo di Truemper fu successivamente sepolto presso il Saint Paul Lutheran Cemetery di Montgomery, Illinois.
Gli sono state intitolate sei strade, una presso la Lackland Air Force Base, in Texas, una presso la Naval Station Great Lakes in Illinois, una presso la Elmendorf Air Force Base in Alaska, una presso la Yokota Air Base, in Giappone, una a a Aurora, Illinois, così come una statua, e un'altra via presso il Sacramento Mather Airport, di Sacramento, California.

### Annotazioni
1. ↑  L’equipaggio era formato da:  1/LT Clarence R. Nelson, comandante dell’aereo; Flight Officer Ronald Bartley, copilota; 2/Lt Walter E. Truemper, navigatore; 2/LT Joseph Martin, bombardiere. SSGT Archibald Mathies, ingegnere di volo e mitragliere; SGT Joseph Rex, operatore radio/mitragliere; Sgt Carl Moore, mitragliere; Sgt Russell Robinson, mitragliere; Sgt Thomas Sowell, mitragliere ventrale; Sgt Magnus Hagbo, mitragliere di coda.
2. ↑  L’onorificenza fu consegnata alla madre, signora Friedericke dal brigadiere generale R. E. O’Neill in una apposita cerimonia tenutasi a casa della signora al 807 North Avenue di Aurora.
3. ↑  Che fa parte del Sacramento County Department of Airports, e precedentemente denominato Mather Air Force Base, ora chiusa.

### Fonti
1. 1 2 3 4 5  Veronico 2014, p. 177.
2. 1 2 3 4  Matt Hanley, True Tales of Aurora, Illinois: Mysterious Murders, Presidential Visit and Blue Legends in the City of Lights, The History Press, Charleston, 2012.
3. 1 2 3 4  Dorr 2011, p. 100.
4. 1 2 3  Dorr 2011, p. 101.
5. ↑  Dorr 2011, p. 102.